# Dante Alighieri

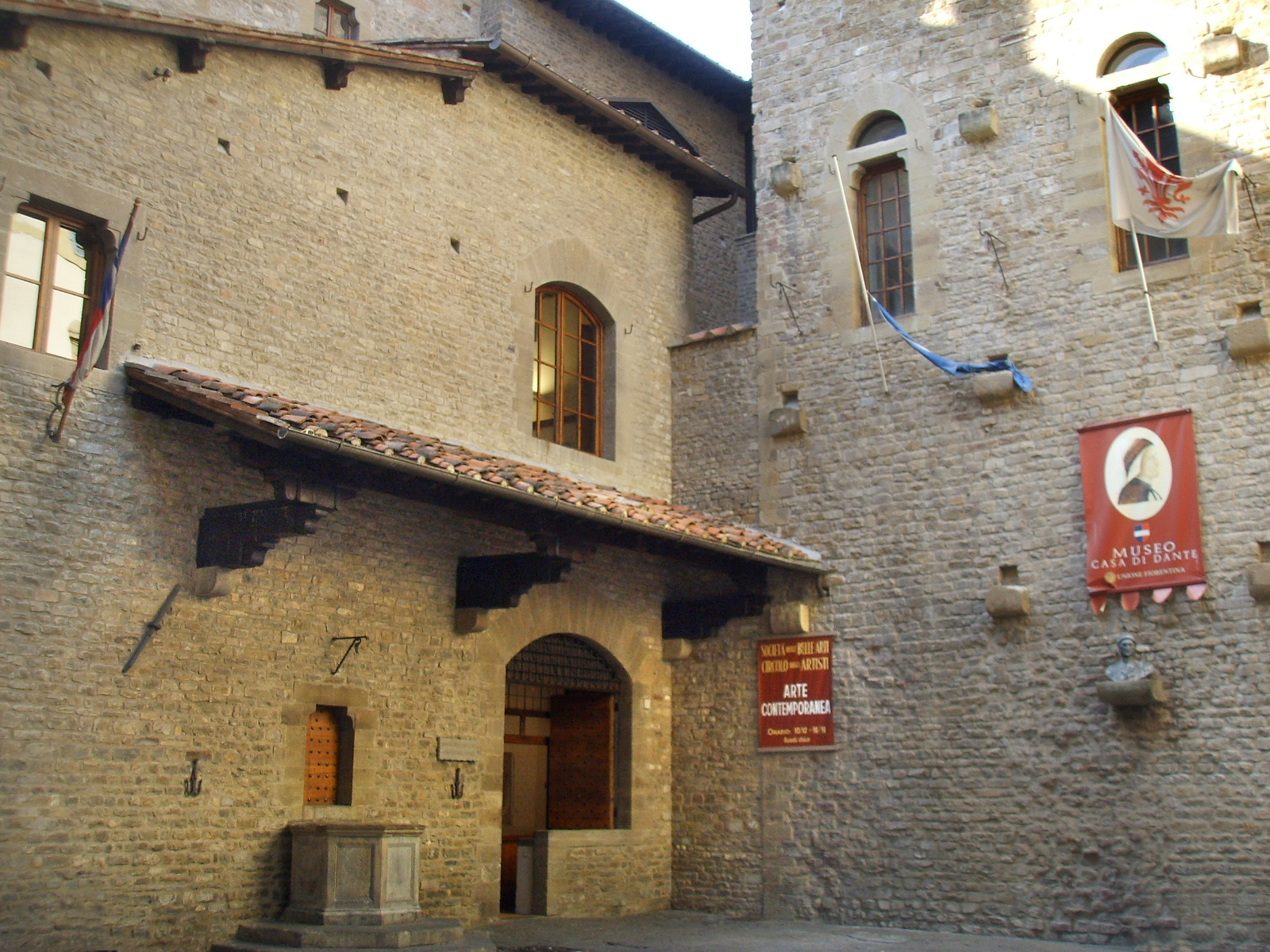
Casa de Dante a Florència

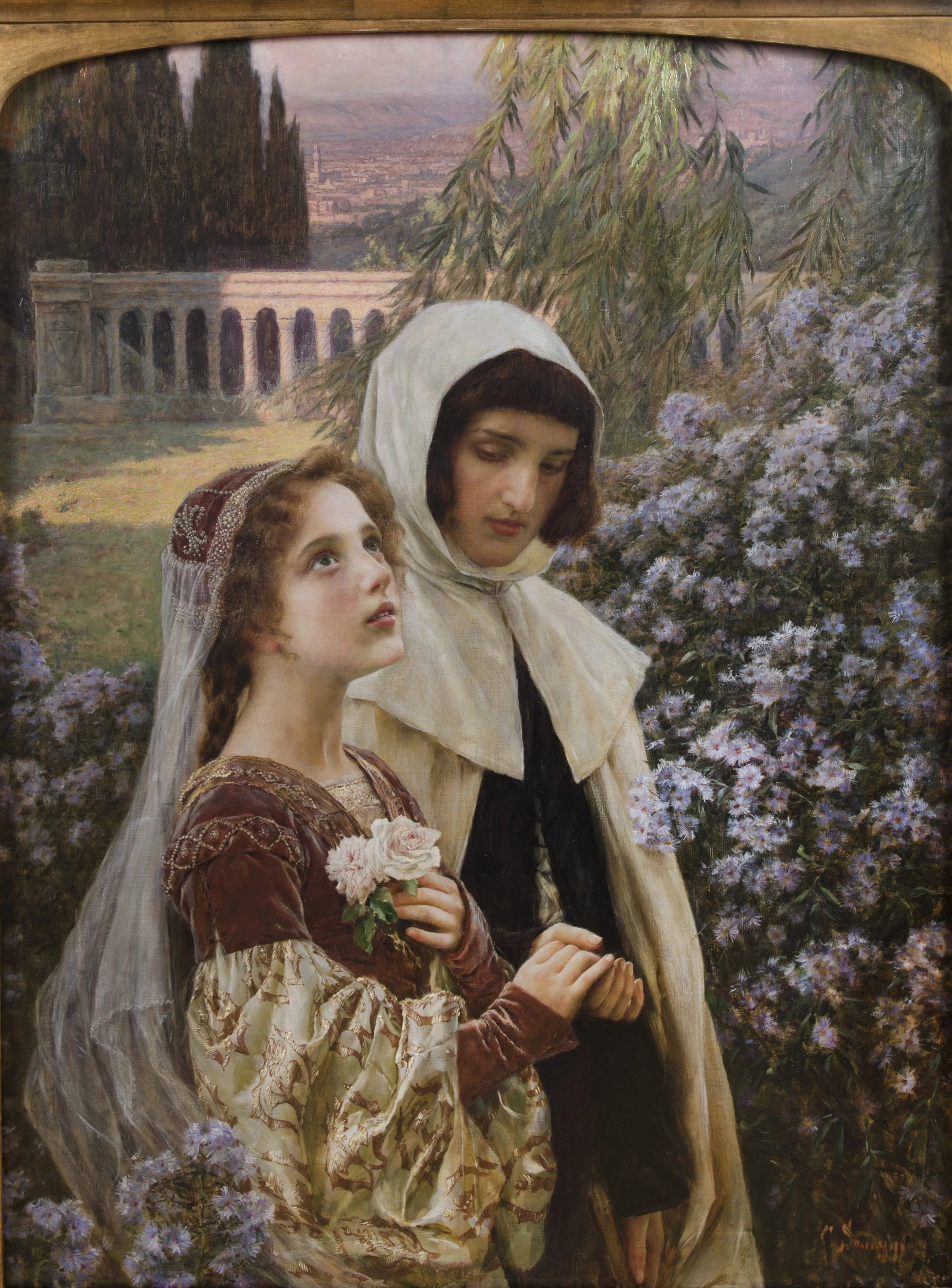
"Dante i Beatriu al jardí", 1903, obra d'estil prerafaelita del pintor italià Cesare Saccaggi.

Dante Alighieri, batejat Durante di Alighiero degli Alighieri i conegut tradicionalment en català com el Dant (Florència, República de Florència, maig/juny del 1265 - Ravenna, Estats Pontificis, 14 de setembre de 1321), fou poeta, escriptor i polític italià. De la familia dels Alighieri, va ser un dels autors més reconeguts de la literatura universal, conegut per haver escrit La Divina Comèdia, una de les obres fonamentals de la transició del pensament medieval al renaixentista i obra cabdal de la literatura universal.
Important lingüista, teòric polític i filòsof, Dante va marcar profundament la literatura italiana dels segles següents i la mateixa cultura occidental, tant que va ser anomenat el "Sume Poeta" o, per antonomàsia, "el Poeta". Dante, les restes del qual es troben a Ravenna a la tomba construïda l'any 1780 per Camillo Morigia, a l'època romàntica es va convertir en el principal símbol de la identitat nacional italiana, llavors en construcció. D'ell pren el nom el principal centre de la difusió de la llengua italiana al món, la Societat Dante Alighieri.

## Biografia

### Antecedents familiars i joventut
La data de naixement de Dante es desconeix, si bé s'accepta que fou al voltant del 1265 sobre la base d'algunes referències autobiogràfiques que figuren a Vita Nuova i al càntic de l'Infern -que comença amb la frase "Al mig del camí de la nostra vida"-, i hem de considerar que, seguint una tradició ben coneguda, la meitat de la vida humana es considerava els 35 anys. Si se situa en l'any 1300, ens porta a l'any 1265. A més de les elucubracions dels crítics, ve en suport d'aquesta hipòtesi un contemporani de Dante, l'historiador florentí Giovanni Villani que, en la seva Nova Cronica, informa que «aquest Dante va morir a l'exili del municipi de Florència en uns 56 anys».
Un altre testimoni sobre la data de naixement de Dante ens ve de Giovanni Boccaccio, en les seves investigacions sobre la vida de Dante, va conèixer a Ravenna ser Piero di messer Giardino da Ravenna, amic de Dante durant l'exili d'aquest últim a la ciutat de la Romanya, que li va dir que Dante hauria explicat a Piero d'haver complert 56 anys al maig poc abans de la seva mort. En alguns versos del Paradís, diu que va néixer sota el signe zodiacal de bessons, o sigui, en el període comprès entre el 21 de maig i el 21 de juny: 
| «                                | L'aiuola che ci fa tanto feroci, volgendom' io con li etterni Gemelli, tutta m'apparve dà colli a le foci; poscia rivolsi li occhi a li occhi belli. | » |
| — Paradiso, canto XXII, 151-154. | |   |

Segons referències indirectes, la data de naixement de Dante cal ubicar-la en el període comprès entre el 14 de maig i 13 de juny del 1265. No obstant això, en no conèixer el dia del seu naixement, cal considerar que va ser el del baptisme: el 26 de març del 1266, Dissabte Sant. Aquell dia van ser portats a la font sagrada tots els nascuts en una solemne cerimònia col·lectiva. Dante va ser batejat amb el nom de Durante, posteriorment sincopat en Dante, en memòria d'un parent gibel·lí.
Boccaccio diu que el seu naixement va ser anunciat com un afalagador auspici. La mare de Dante, de fet, just abans de donar a llum, va tenir una visió: el somni d'estar sota un llorer altíssim, enmig d'un extens prat amb una font que rajava i amb el petit Dante acabat de néixer, i veure al nadó estendre la petita mà cap a la frondositat, menjar baies i convertir-se en un magnífic paó.
Dante va néixer al si d'una important família florentina d'Alighieri, vinculada al corrent dels güelfs, una aliança política que participava en una complexa oposició als gibel·lins; els güelfs es van dividir en blancs i negres.

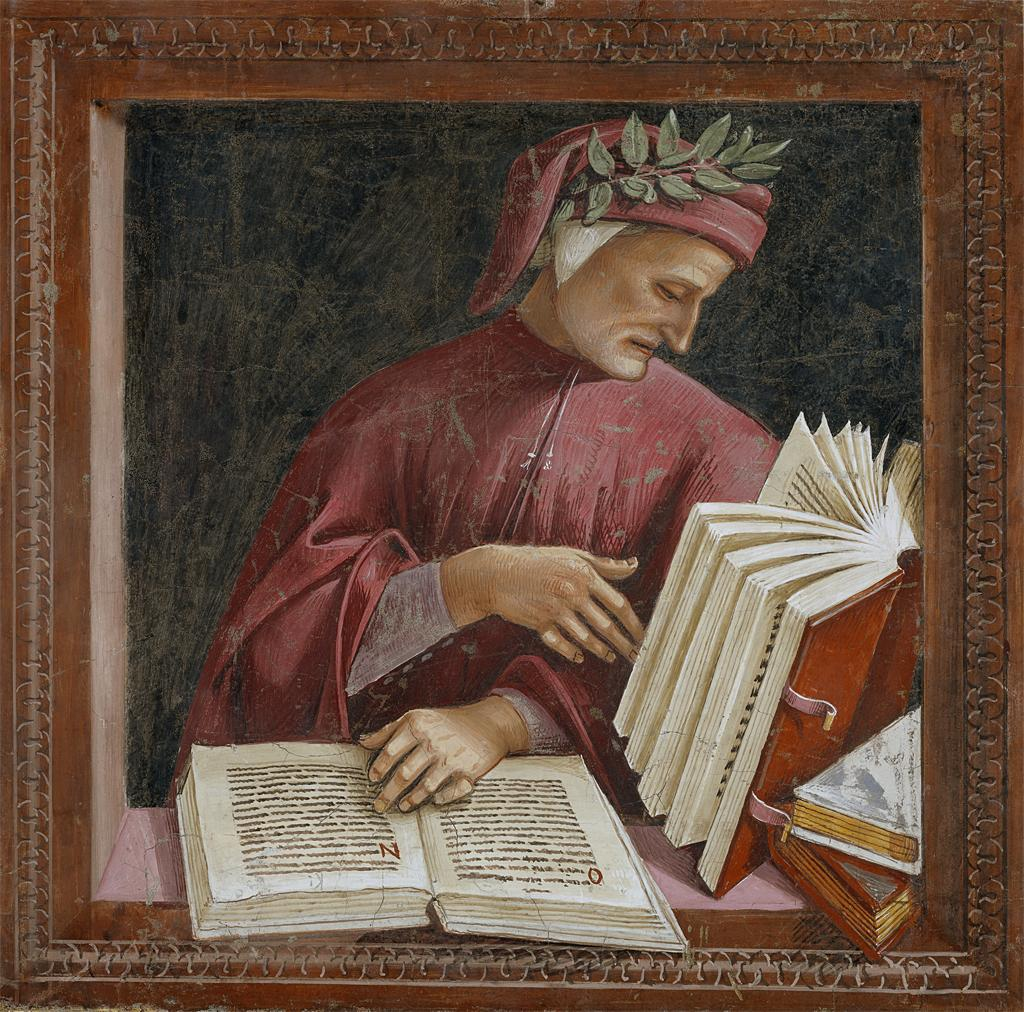
Dante en un fresc de Luca Signorelli

Dante creia que la seva família descendia de l'antiga Roma (Infern, Cant XV, 76), però el parent més llunyà que es coneix és el besavi Cacciaguida degli Elisei (Paradís, Cant XV, 135), que va viure al voltant de l'any 1100. Des d'un punt de vista jurídic, per tant, la suposada noblesa derivada d'aquest llinatge de per si dubtós, portava molt de temps extinta. El seu avi patern, Bellincione, era un home de la terra, i un home de la terra es va casar amb la germana de Dante.
El seu pare, Aleghiero o Alaghiero de Bellincione, va realitzar la poc gloriosa professió de compsor, canvista, amb la qual se les va poder arreglar per aconseguir un decor digne a la gran família. Era un güelf, però sense ambicions polítiques. Per aquesta raó, no van patir la venjança dels gibel·lins després de la batalla de Monteaperti, al contrari que altres güelfs, que van haver d'exiliar-se.
La mare de Dante era Bella degli Abati: Bella era el diminutiu de Gabriella, Abati era el nom d'una família important de gibel·lins. Poc se sap d'ella. Dante no l'esmentà mai. Va morir quan ell tenia cinc o sis anys i Alaghiero es va tornar a casar aviat amb Lapa de Chiarissimo Cialuffi, que va donar a llum Francis i Tana (Gaetana) i potser també -però també podria haver estat la filla de Bella degli Abati- una altra filla recordada per Boccaccio com l'esposa del predicador florentí Lleó Poggi i mare del seu amic Andrea Poggi. Es creu que Dante en fa referència en la Vita Nuova (XXIII, 11-12).

### Joventut
La mare de Dante, Bella degli Abati, morí quan ell tenia 13 anys. Poc després, el seu pare refeu la vida amb Lapa di Chiarissimo Cialuffi, tot i que morí cinc anys després.
El 1277, quan Dante tenia 12 anys, es va concertar el seu matrimoni amb Gemma, filla de Manetto Donati, amb qui es va casar ben aviat. Aquest tipus de casament, normal a l'època, era una cerimònia important per a la família. Uns anys abans del casament, Dante va conèixer una altra nena, Beatriu, a la qual va retrobar força temps després i de la qual va estar enamorat tota la vida. De fet, Dante va escriure-li diversos poemes, mentre que a la seva dona no li'n dedicà cap.

### Carrera política
Dante, com la majoria dels seus compatriotes, va prendre part en el conflicte entre güelfs i gibel·lins. L'any 1289, lluità en la batalla de Campaldino contra els gibel·lins d'Arezzo. A poc a poc, va escalar posicions en la política de la ciutat i, tot i que políticament no va aconseguir una gran rellevància, va desenvolupar diversos càrrecs durant força anys. Després de la derrota dels gibel·lins, els güelfs es van dividir en dos bàndols: els güelfs blancs i els güelfs negres. Dante era partidari dels blancs, que demanaven al papat més llibertat. En un primer moment, els güelfs blancs van guanyar i van foragitar els güelfs negres.
El papa Bonifaci VIII, en resposta a la derrota dels seus protegits, planejava ocupar militarment la ciutat de Florència. L'any 1301, Carles de Valois, germà del rei Felip IV de França, havia de visitar Florència en qualitat de pacificador de la Toscana. Els florentins, que sospitaven dels plans del papa, van enviar una delegació a Roma per tal d'assegurar-se de les intencions del pontífex. Dante en formava part, segons alguns. Altres ho discuteixen.

### Exili

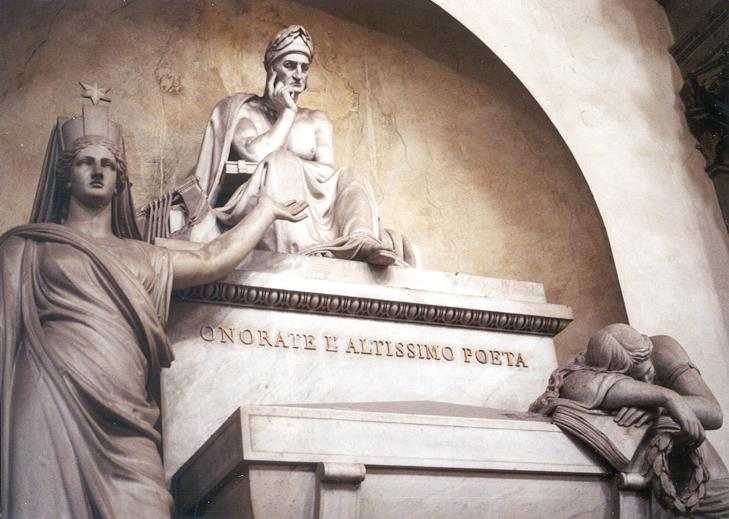
Cenotafi de Dante Alighieri a la basílica de la Santa Creu de Florència

Bonifaci VIII aviat va treure's de sobre tots els representants de la delegació, però va demanar a Dante que restés a Roma. Pocs dies després, Carles de Valois va entrar a Florència amb els güelfs negres, que van arrasar la ciutat i van anihilar els seus enemics. El nou govern de la ciutat va condemnar Dante a restar a l'exili durant dos anys i a pagar una multa molt elevada. Dante, que encara era a Roma, va negar-se a pagar, en part perquè no se sentia culpable per res i en part perquè les seves possessions florentines havien estat confiscades. L'exili temporal es va convertir en exili perpetu: si no pagava la multa i tornava a Florència, el podien condemnar a la foguera.
Dante va prendre part en diverses temptatives dels güelfs blancs de recuperar el poder perdut, però totes en van fracassar per culpa de les traïcions. Si ja estava irritat pel tractament que li havien donat els seus enemics, ara també estava decebut pel comportament dels seus aliats. Va anar a Verona convidat per Bartolomeo della Scala, i més tard es traslladà a Sarzana (Ligúria). Després, es creu que va estar a Lucca, a casa de Madame Gentucca, a la qual dedica unes paraules d'agraïment al capítol del XXIV del Purgatori.
L'any 1310 Enric VII de Luxemburg, emperador del Sacre Imperi Romanogermànic, entrava a Itàlia amb 5.000 soldats. Dante va veure en ell el nou Carlemany i l'oportunitat de prendre de nou Florència, per la qual cosa li va escriure una carta en la qual demanava la pitjor fúria divina per a la seva ciutat i en què assenyalava els seus enemics i li proposava liquidar-los. Durant aquest període convuls, va escriure els dos primers llibres de la Divina comèdia.
Mentrestant, a Florència, Baldo d'Aguglione va perdonar la majoria de güelfs blancs, però les cartes que Dante havia enviat a Enric VII eren tan violentes que a ell no li'n van fer els honors. L'any 1312, Enric VII va assaltar Florència i va vèncer els güelfs negres. Hi ha qui diu que Dante també havia caigut en desgràcia per als seus antics aliats, per la qual cosa ningú no en volia saber res. L'any següent, Enric VII moria i, amb ell, les esperances residuals de Dante per a tornar a Florència. Va tornar a Verona, on Cangrande I della Scala li va permetre viure amb certa seguretat i prosperitat (Dante li ho agraeix fent-lo aparèixer al Paradís).
Uguccione della Faggiuola, el cap militar de Florència, va forçar els florentins a perdonar els exiliats. Dant també era a la llista, però es va negar a participar en un acte públic humiliant en el qual els perdonats serien tractats de traïdors. Dante no hi va assistir, per la qual cosa se li va confirmar la pena de mort i la van estendre als seus fills.
Al final de la seva vida, Dante encara tenia esperances que podria tornar a Florència amb tots els honors, la qual cosa no va succeir mai. Per a ell, l'exili era com una mena de mort que li prenia part de la seva identitat.

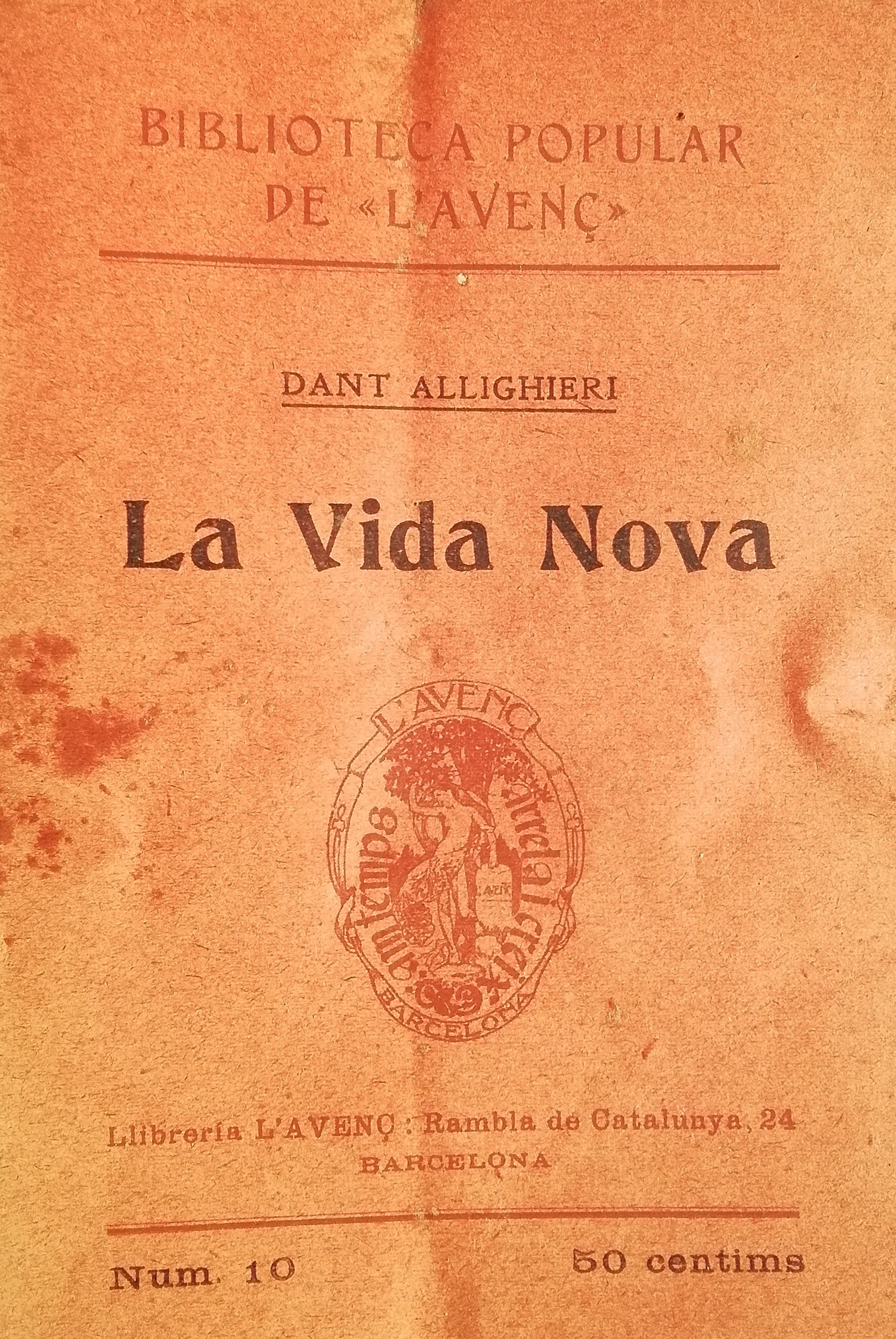
Vita Nuova traduïda al català l'any 1903, publicada a Barcelona dins la col·lecció Biblioteca Popular de L'Avenç

El príncep Guido Novello da Polenta el va convidar a Ravenna el 1318 i ell va acceptar. Va acabar el Paradís i finalment va morir el 1321, potser de malària, quan tornava a Ravenna d'una missió diplomàtica a Venècia. Tenia 56 anys.
Dante va ser enterrat a l'església de San Pier Maggiore (més tard anomenada de Sant Francesc d'Assís). Des del 1829, hi ha un cenotafi per a ell a Florència, a la basílica de la Santa Creu. Aquesta tomba és buida, ja que el seu cos encara descansa a Ravenna, lluny de la terra que va estimar.

## Estudis
Poc se sap sobre la formació de Dante. La cultura de Dante, format en un context educatiu totalment diferent de l'actual, es reconstrueix, en absència de dades documentals fiables, a partir de la seva obra. El resultat és una imatge d'un estudiant interessat per la teologia, filosofia, física, astronomia, gramàtica i retòrica: en definitiva, de totes les disciplines del Trivi i Quadrivi de les escoles i universitates medievals.
No obstant això, és probable que el poeta hagi assistit als estudis religiosos i laics, dels quals es té notícia que existien a Florència. Alguns pensen que Dante va estudiar a la Universitat de Bolonya, però no hi ha proves en aquest sentit. En un vers de la Divina comèdia (Par., X, 133-138) Així, la lectura en Vico de cobertures, silogizzò enveja Rue, Dante al·ludeix a Rue Fouarre, on s'impartien les lliçons de la Sorbona: això ha fet pensar a alguns comentaristes, de manera especulativa, que Dante potser hagués viatjat a París.
L'ensenyament oficial a la universitat era, essencialment, en llatí. Per tant, la cultura literària de Dante es basa principalment en els autors llatins, en particular, Virgili, que va tenir una influència decisiva en les obres de Dante. Dante, però, sens dubte coneixia un bon nombre de poetes vulgars, tant italians com provençals. En les seves obres, és evident el vincle amb la poesia toscana de Guittone d'Arezzo i Bonagiunta Orbicciani (vegeu El Purgatori, Cant XXIV, 52-62), de Guido Guinizzelli i de l'Escola de poesia siciliana; un moviment literari actiu a la cort de Frederic II, un corrent que es va expressar en llengua vernacla i que en aquell moment començava a ser conegut a la Toscana, amb Giacomo da Lentini (el famós "notari" de la cita anterior), com el seu major exponent. El coneixement del provençal de Dante és reconstruït a partir de les cites que figuren al vulgari eloquentia o pel que hi ha inclòs al vers provençal del Purgatori (Cant XXVI, 140-147).
L'elecció de Dante d'utilitzar la llengua vernacla per a escriure algunes de les seves obres pogué tenir una considerable influència en les obres d'Andrea da Grosseto, literat del Duecento que utilitzava la llengua vernacla que parlava per a la traducció d'obres en prosa en llatí, com els tractats d'Albertano da Brescia.
En virtut dels seus interessos, Dante va aprendre la tradició dels trobadors, dels poetes provençals i la cultura llatina mateixa, professant una devoció particular cap a Virgili: 
| « | Tu ets el meu mestre i el meu autor, tu ets només un dels quals vaig prendre el bell estil que m'ha fet honor (Infern, la Divina comèdia) | » |

Cal destacar que durant l'edat mitjana, les ruïnes de l'Imperi Romà definitivament esmicolat, va donar pas a dotzenes de petits estats: Sicília, per exemple, era tan distant -culturalment i política- de la Toscana com ho estava de la Provença. Les mateixes regions, en definitiva, no compartien una llengua o una cultura comuna, ni es podia gaudir d'una connexió fàcil. Partint d'aquestes premisses, és possible suposar que Dante va ser un corrent intel·lectual del seu temps.

## Eldolce stil nuovoi Beatriu

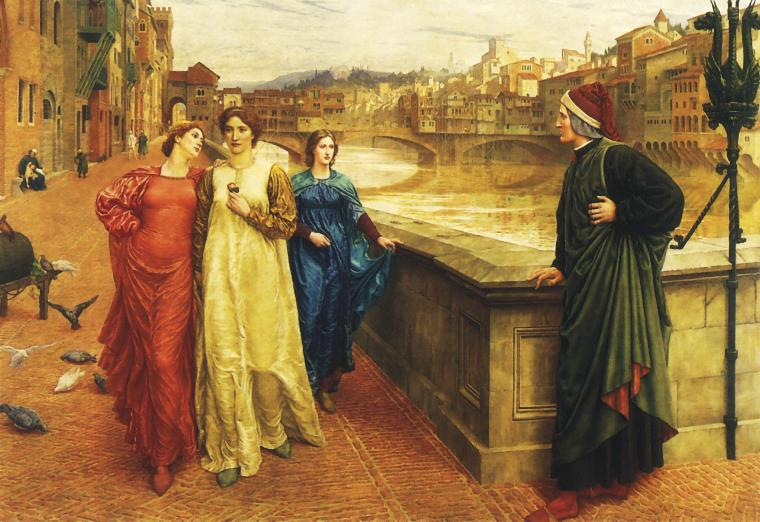
Henry Holiday: Dant es troba amb Beatriu al pont de Santa Trinita (1883)

Als divuit anys, Dante va conèixer Lapo Gianni, Cino da Pistoia i posteriorment Brunetto Latini: junts es van convertir en els fundadors de l'escola del dolce stil nuovo. Brunetto Latini seria recordat més tard pel poeta en la Divina comèdia (Infern, XV, 82) pel que havia ensenyat a Dante, no tan sols com un mestre sinó com un dels més grans visionaris que van marcar profundament la seva carrera literària i filosòfica: mestre de retòrica, compilador intel·ligent de tractats enciclopèdics, va iniciar-se en la literatura cortesana en llengua provençal i francesa, i escrigué el Tesoretto en italià, a França. Brunetto destaca la relació entre els estudis de gramàtica (llatí) i retòrica i la filosofia d'amor cortès, i estableix les bases dels interessos especulatius de Dante. Pel que fa a la pintura i la música, alguns estudis assenyalen que es poden detectar en la Vita Nuova o la Divina comèdia.
Amb nou anys, Dante es va enamorar de Beatriu, la filla de Folco Portinari. Es diu que Dant la va veure només una vegada i mai no va parlar amb ella (però altres versions són igualment vàlides). Però, més interessant que les escasses dades biogràfiques que ens han arribat, la Beatriu divinitzada i, fins i tot, sublimada en la Vita Nuova, és l'àngel que assoleix la conversió espiritual de Dante en la Terra, l'estudi psicològic que fa el poeta sobre el seu amor. La introspecció psicològica, autobiogràfica, desconeguda a l'edat mitjana, també mira a Petrarca, i encara més, al Renaixement. El nom de Beatriu adquireix en la Divina comèdia la seva importància real, però etimològicament significa 'portadora de beatitud', de manera que aquesta figura conduirà Dante a través del camí del Paradís.
És difícil entendre en què consistia aquest amor, però una cosa molt important estava succeint en la cultura italiana: amb el nom d'aquest amor, Dante va donar la seva empremta al dolce stil nuovo i conduirà els poetes i escriptors a descobrir els temes d'amor, com mai abans s'havia fet.
L'amor per Beatriu (com, de manera diferent va mostrar Francesco Petrarca per la seva Laura) serà el punt de partida per a la formulació de la seva concepció del dolce stil nuovo, un nou concepte d'amor cortès sublimat pels seus intensos sentiments religiosos (el culte a Maria amb himnes va arribar a Dante pel corrent que preconitzava la pobresa franciscana al Duecento), per abandonar la filosofia després de la mort de la seva estimada, que marca una ruptura simbòlica de la temàtica amorosa i produeix el sorgiment del gran poeta en la saviesa, la llum enlluernadora i impenetrable al voltant de Déu en el Paradís de la Divina comèdia.

## Obra

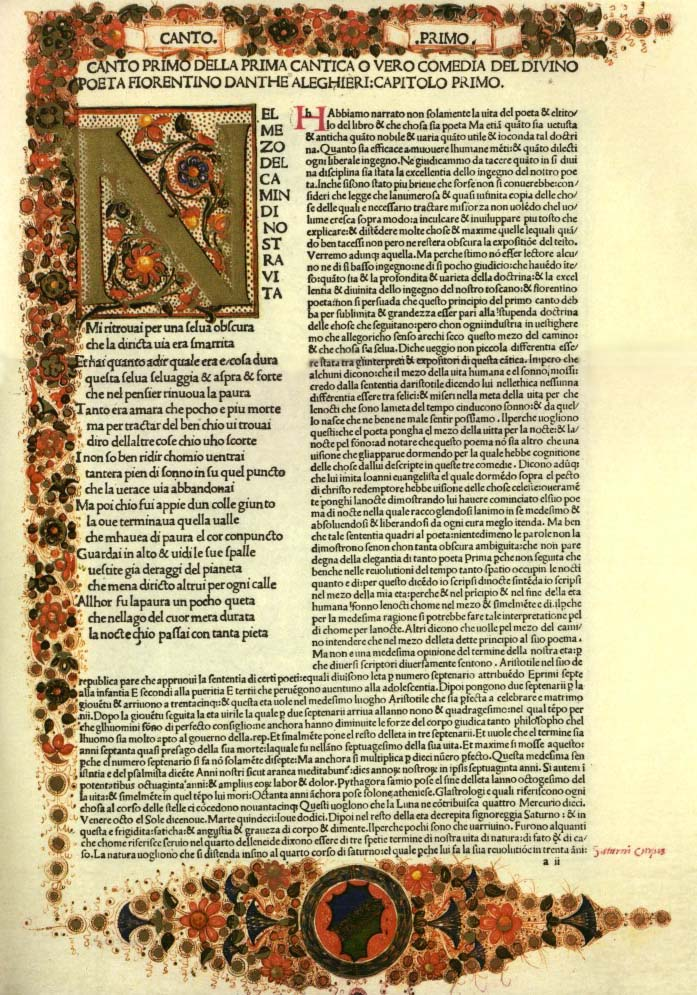
Primera pàgina de La divina comèdia, obra mestra de Dant

### La Divina comèdia
La seva obra més coneguda és la Divina comèdia, considerada l'obra culminant de la literatura medieval europea i la base de l'italià escrit modern. S'hi descriu el fantasiós viatge del poeta a través dels diversos cercles de l'Infern, el Purgatori i el Paradís a la recerca de la seva estimada Beatriu, sota el guiatge de Virgili.

### Vita Nuova
La Vita Nuova ('Vida nova') és la història de l'amor de Dante per Beatrice Portinari, la qual també apareix en la Comèdia com a símbol de salvació. Si bé s'hi expliquen coses de la vida de Dante, no s'ha de considerar com un document autobiogràfic fidel, sinó com la reconstrucció poètica del mite de Beatriu.
Aquest llibre conté poemes d'amor en llengua vulgar, la qual cosa no és nova, però sí que és innovador el fet que els comentaris dels poemes no siguin escrits en llatí.

### De Vulgari Eloquentia

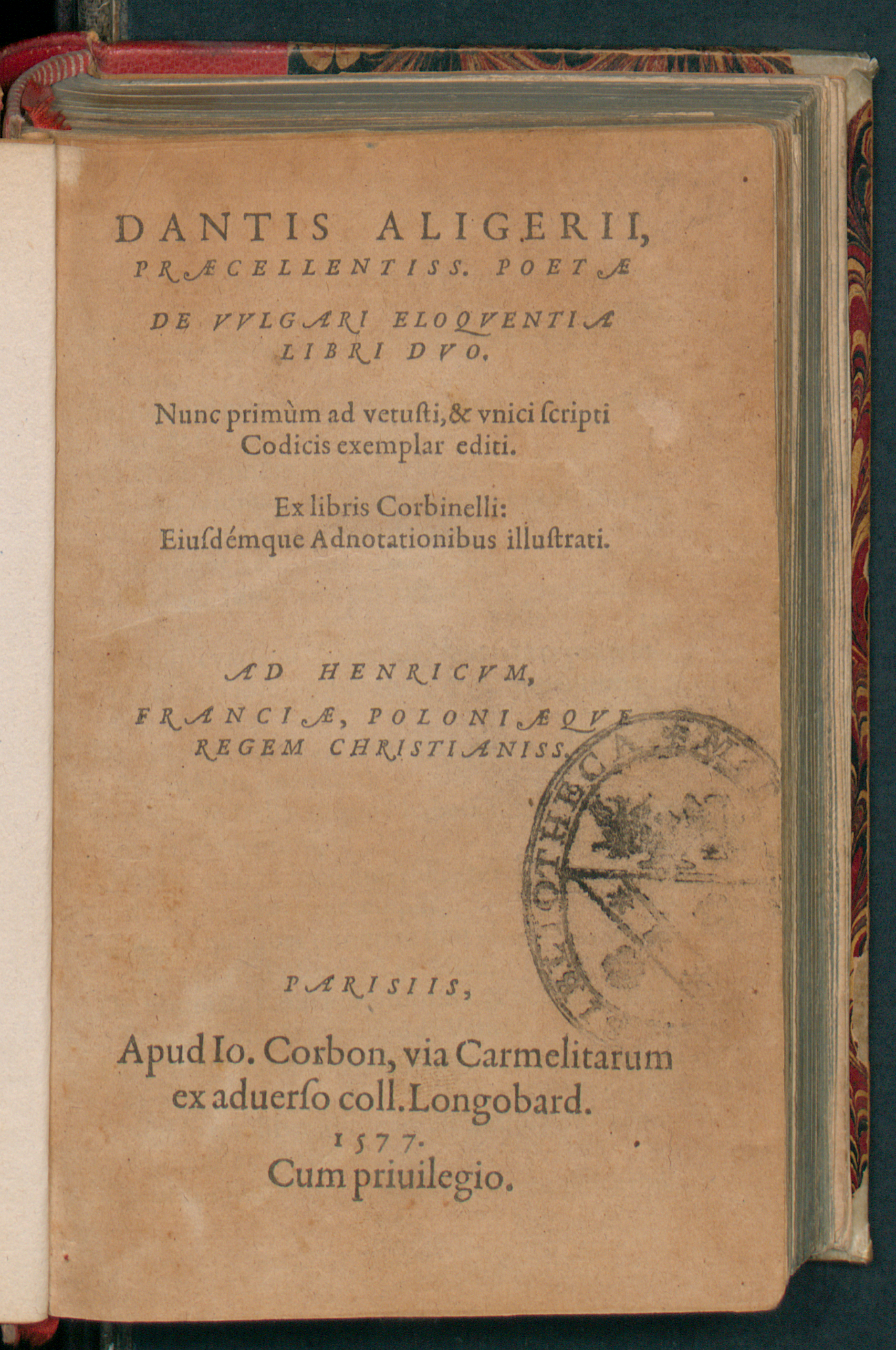
De vulgari eloquentia, 1577

De Vulgari Eloquentia (Sobre la llengua vulgar o L'eloqüència en la llengua vernacla) és el títol d'un assaig de Dant Alighieri, escrit en llatí. Inicialment, havia de ser una obra formada per quatre llibres, però Dante va avortar la idea després d'escriure'n el segon. Va ser probablement escrit durant els anys que van precedir el desterrament de Dante de la seva ciutat natal, Florència, entre 1303 i 1305. Els assaigs llatins eren molt populars a l'edat mitjana, i Dante hi va incorporar algunes innovacions: 
- Primer, el tema. La llengua vernacla era una opció original en aquell temps.
- Segon, la manera en què Dante va tractar aquest tema, donant a la llengua vernacla la mateixa dignitat que només se li atorgava al llatí.
- Finalment, Dante va escriure aquest assaig per analitzar l'origen i la filosofia de la llengua vernacla perquè, en la seva opinió, aquesta llengua no era quelcom estàtic, sinó una cosa que evolucionava i necessitava una contextualització històrica.

Al principi, Dante va enfrontar l'evolució històrica de l'idioma, que ell pensava que havia nascut com una llengua única, i després es va anar diferenciant en modismes diferents a causa de la vanitat demostrada per la humanitat a la torre de Babel. Va compilar un mapa de la posició geogràfica dels idiomes que ell coneixia, i va dividir el territori europeu en tres parts: 
- l'un a l'est, amb els idiomes grecs;
- l'altre al nord, amb els idiomes germànics, i
- un altre al sud, amb les llengües romàniques, separades en tres branques i identificades per l'adverbi d'afirmació: la llengua d'oc, la llengua d'oïl i la llengua del sí. Considerava que la gramàtica és un idioma estàtic que consisteix en regles immutables. Dante volia recuperar els idiomes naturals.[12][13][14][15]

Entre els capítols deu i quinze del primer llibre, Dante escriu sobre la seva recerca per a una llengua vernacla il·lustre, entre les catorze varietats trobades a la regió italiana. Tot i que ho fa en llatí, llengua en la qual es tractaven tots els temes importants, Dante es llança a una defensa del vulgar que, segons ell, mereix convertir-se e una llengua il·lustre al mateix nivell que la llatina; però per això el vulgar ha de reunir les condicions següents:
- illustre (il·lustre; capaç d'il·luminar allò que s'escriu);
- cardinale (com a base a l'entorn de la qual s'articulen els vulgars regionals);
- aulico (ennoblit pel seu ús);
- curiale (com a llengua de la cort, usada pels sobirans en els seus actes).

Amb aquestes condicions el vulgar assoliria la dignitat com a llengua literària i no només com a llengua popular. Dante admet la dignitat del sicilià literari, la primera llengua de les variants italianes amb dignitat literària, i revisa tots els altres vulgars italians per esbrinar com la suma de llurs qualitats pot arribar a constituir el vulgar il·lustre italià.
Directament o indirecta, Dante va arribar a llegir les obres d'Agustí d'Hipona, les de Tomàs d'Aquino i alguns diccionaris enciclopèdics com Etymologiae d'Isidor de Sevilla i Els llibres del tresor, de Brunetto Latini. També pren la inspiració de la filosofia aristotèlica, i en el seu treball es poden identificar algunes referències als textos dels representants del que a vegades s'ha anomenat "aristotelisme radical".

### Convivio

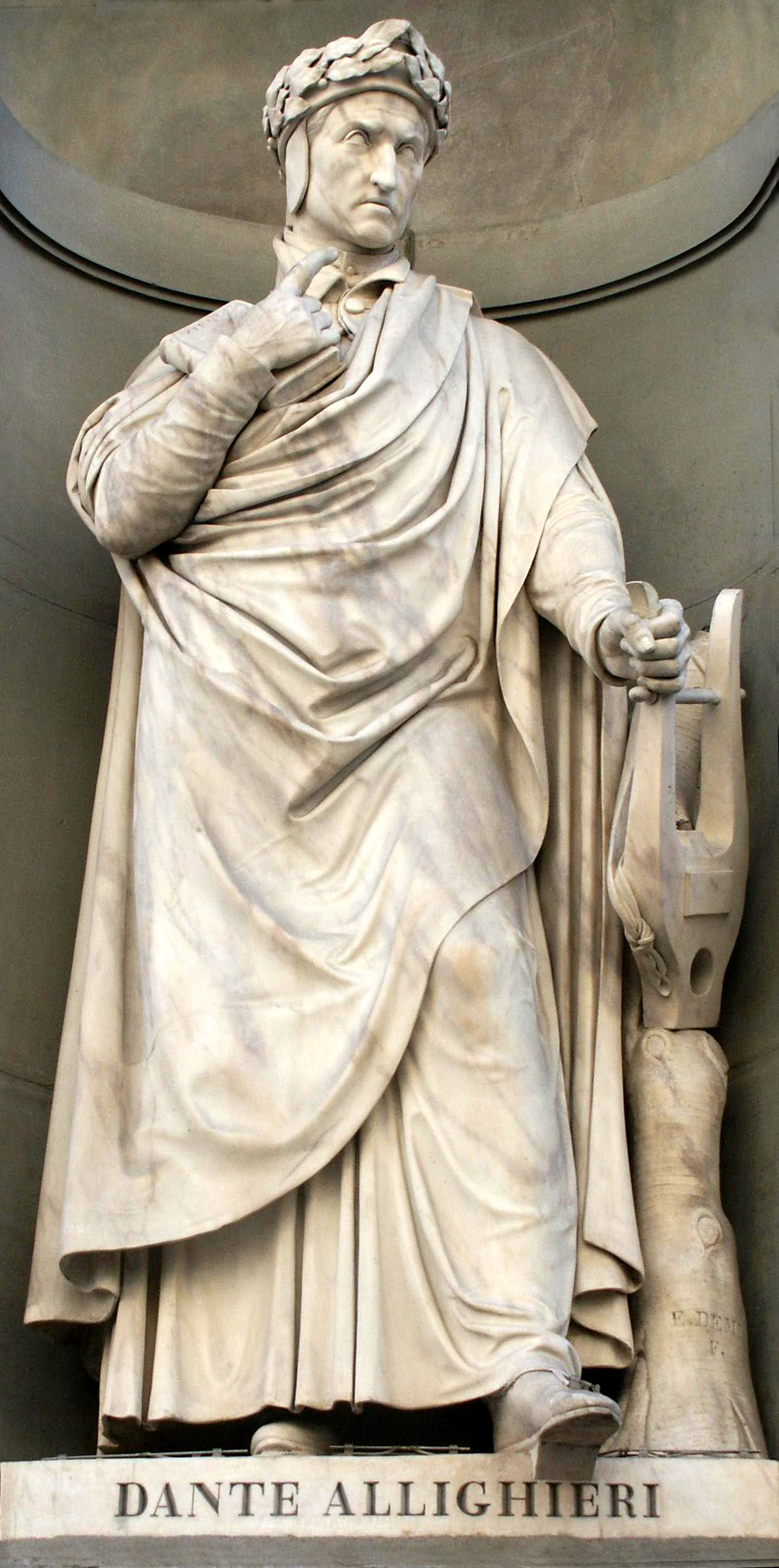
Estàtua de Dant, ubicada a la Galleria degli Uffizi, Florència

Convivio (1304-1307), del llatí Convivium, o 'banquet de la saviesa'. Va ser escrita poc després de la seva expulsió de Florència. Es tracta d'un prosimetre que es presenta com una enciclopèdia de coneixements més importants per a aquells que volen dedicar-se a l'activitat pública i civil sense haver completat l'educació superior. Està escrit en llengua vernacla, que entenien precisament aquells que no havien tingut l'oportunitat d'aprendre ciència. L'íncipit del Convivio deixa clar que l'autor és un gran coneixedor i seguidor d'Aristòtil, que de fet, és citat com "el Filòsof". Els que no van poder conèixer la ciència s'han vist obstaculitzats per dos tipus de raons: 
- Interior: deformitats físiques, els vicis i la maldat
- Exterior: cura de la família, civil i defecte de lloc de naixement

Dante considera afortunats els pocs que poden participar en la taula de la ciència, on es menja el "pa dels àngels", i considera miserables els que s'acontenten a menjar els aliments d'ovelles. Dante no s'asseu a la taula, però fuig dels que mengen herba i prefereix recollir el que cau de la taula dels elegits per crear una festa pròpia. A aquest banquet, seran convidats només aquells que han estat obstaculitzats per raons externes, perquè els altres no tenen la capacitat d'entendre. L'autor va crear una festa i servir un plat (els poemes en vers), acompanyat de pa (prosa) necessària per assimilar l'essència. Es convidarà a seure-hi només els que s'havia impedit per l'atenció familiar i civil, mentre que el mandrós hi seurà a sota per recollir-ne les engrunes.

#### L'estil deConvivio
Dante, al Convivio, fa la primera defensa de la llengua vernacla, que considera superior al llatí en bellesa i noblesa. La prosa del Convivio sosté una sintàctica sòlida, equilibri compositiu i un compte clar, no menys que els que es transmeten en llatí. Així, Dante va fundar la prosa filosòfica en la llengua vernacla, en què hi ha un ús freqüent de metàfores i símils, amb la qual l'autor dona concreció i claredat a les seves interpretacions o execucions, fins a la més purament teòrica. Els tres temes clau del Convivio són la defensa de la llengua vernacla, l'exaltació de la filosofia, el debat sobre l'essència de la noblesa, que torna a connectar-se amb la proposta de la monarquia universal, representada per l'imperi i la tradició romana.

#### L'epístola a Cangrande
També està estretament vinculada al Convivio la carta a Cangrande I della Scala, que probablement es remunta als anys entre 1315 i 1317. L'epístola conté una dedicatòria del Paradís al senyor de Verona, que havia estat molt generós amb el poeta.
Aquest treball és encara més important, ja que conté instruccions per a la lectura del poema: el subjecte (l'estat de les ànimes després de la mort), la pluralitat de significats, el títol (que prové del fet que comença amb amargor i tristor i acaba amb final feliç), l'objectiu de l'obra, que no sols és especulatiu, sinó pràctic, ja que pretén eliminar la vida en estat de misèria per portar a la felicitat.

### Altres obres destacades
- Le Rime (Les rimes), anomenada també el Canzionere (Cançoner)
- Monarchia (Monarquia), un tractat polític, que se suposa escrit entre 1312-1313, i que tracta de les relacions entre l'autoritat secular i l'autoritat religiosa (el Papat). Fou prohibit per l'Església Catòlica el 1585. Està format per tres llibres, però sobretot en el tercer Dant condemna la concepció teocràtica del poder.[16][17][18]

## Dante en la cultura moderna
La vida i obra del Dante han tingut una influència decisiva en la construcció de la identitat italiana i, en general, en la cultura moderna. Molts escriptors i intel·lectuals han utilitzat i segueixen utilitzant la Divina comèdia i altres obres de Dante com una font d'inspiració temàtica, lingüística i expressiva. La saga de La comèdia humana d'Honoré de Balzac, per exemple, agafa el títol directament de l'obra dantesca.
El 1921, amb motiu del sisè centenari de la mort de Dante, el papa Benet XV li va dedicar l'encíclica In Praeclara Summorum, lloant la seva obra com una exaltació de la justícia i la providència.
En la literatura del segle XX: 
- En l'obra poètica d'Eugenio Montale, és freqüent la represa dels termes i les fórmules del Dante líric i del Dante de la Comèdia.
- El poeta Mario Luzi ha utilitzat diverses vegades els temes de Dante i, en particular els relatius al Purgatori, per exemple, al poema "La nit renta la seva ment".
- En Si això és un home de Primo Levi, hi ha nombroses referències al descens de Dant als inferns; un dels capítols també està estructurat com una represa del viatge d'Ulisses en el cant XXVI de l'Infern.
- El poeta Thomas Stearns Eliot s'inspirà en Dante en el poema La terra erma, en què tradueix literalment els versos 56-57 del tercer cant de l'Infern. El passatge descriu una setmana a Londres, on la multitud de persones que van a treballar s'associa amb la imatge dantesca de la peresa. No obstant això, en La terra erma, en el que diu el tro esmenta explícitament en el v. 148, la part XXVI del Purgatori: "Llavors es va amagar en el foc que refina". També es mostra en els versos 61-66 en el XXVII cant de l'Infern a la introducció del poema La cançó d'amor de J. Alfred Prufrock.
- L'escriptor anglès Edward Morgan Forster en L'òmnibus celeste introdueix un misteriós personatge "groguenc, amb poderoses mandíbules i ulls enfonsats", que "l'anomenen Dan", que condueix un estrany vehicle de cavalls amb una inscripció a l'interior que diu "Abandoneu tota confiança, vosaltres entreu". 
 Al final d'un viatge als mons habitats pels grans personatges del mite i la poesia, el tipus que realitzi el viatge "advertirà sobre el seu front un suau contacte amb les fulles. Algú l'haurà envoltat amb una corona".[19]
- El poeta Ezra Pound era un coneixedor de la poesia de Dante que va reprendre en alguns passatges de la seva obra mestra Els cants.
- El poeta argentí Jorge Luis Borges, que va ser un dels més importants escriptors del segle xx, va admirar la Comèdia de Dante i la va considerar una de les millors obres literàries de tots els temps, el cim de la literatura. Va escriure Nou assaigs dantescs i va realitzar nombroses conferències en relació amb el sagrat poema. El seu treball reflecteix sovint les claus de la Comèdia, que inclou en els seus poemes com en "Poema conjectural", que incorpora l'episodi de Bonconte al Purgatori.

El 27 de gener de 2020, el Consell de Ministres d'Itàlia, per proposta del Ministre de Patrimoni, Activitats Culturals i Turisme, Dario Franceschini, aprovà la directiva que establia el dia nacional Dantedì dedicat a Dante Alighieri el 25 de març "per celebrar el viatge cap a la vida posterior del poeta de la Divina Comèdia".